# Tečkovací strojek

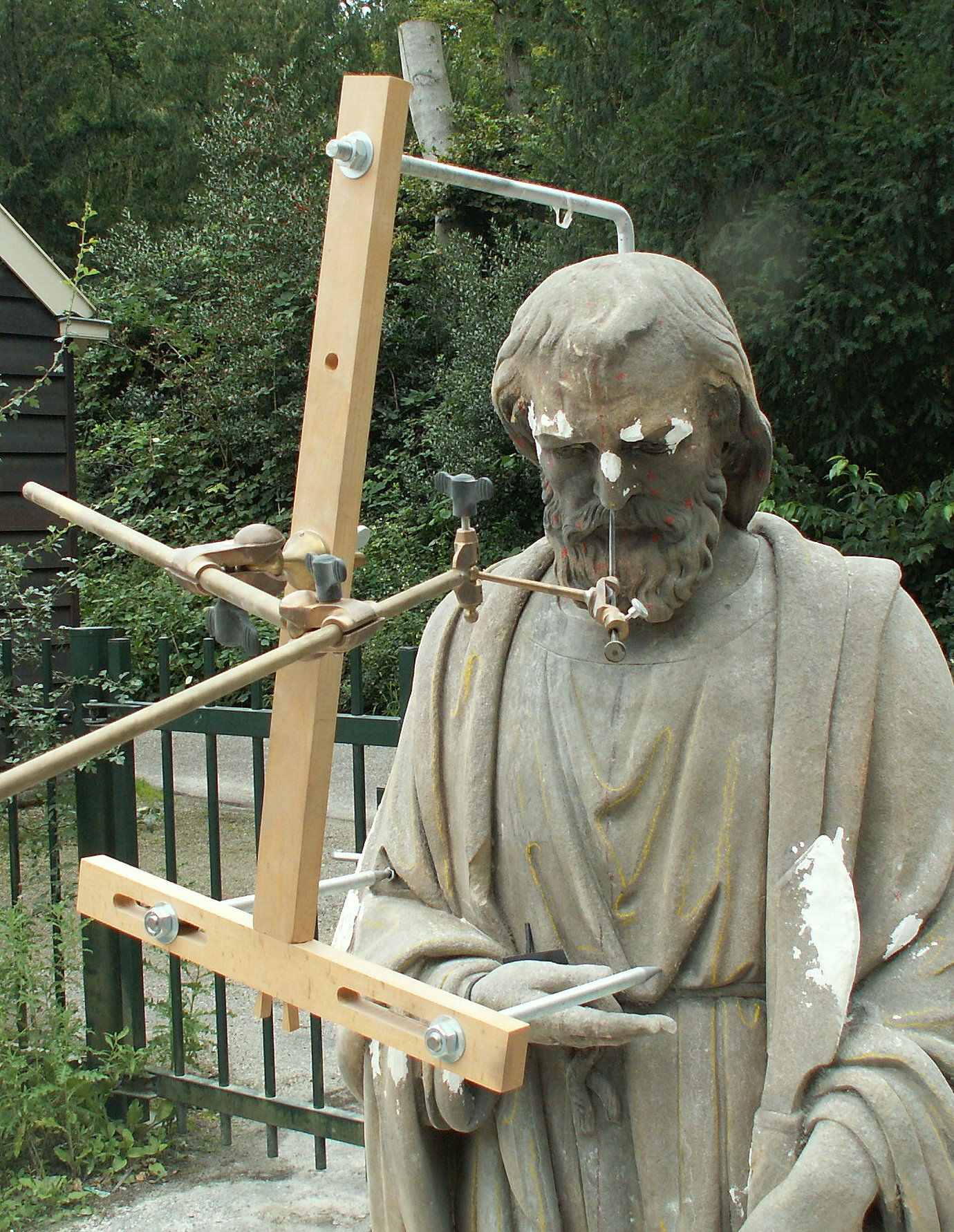
Tečkovací strojek při praktickém užití (Nizozemsko, 's-Hertogenbosch 2008, jehla se dotýká nosu předlohy)

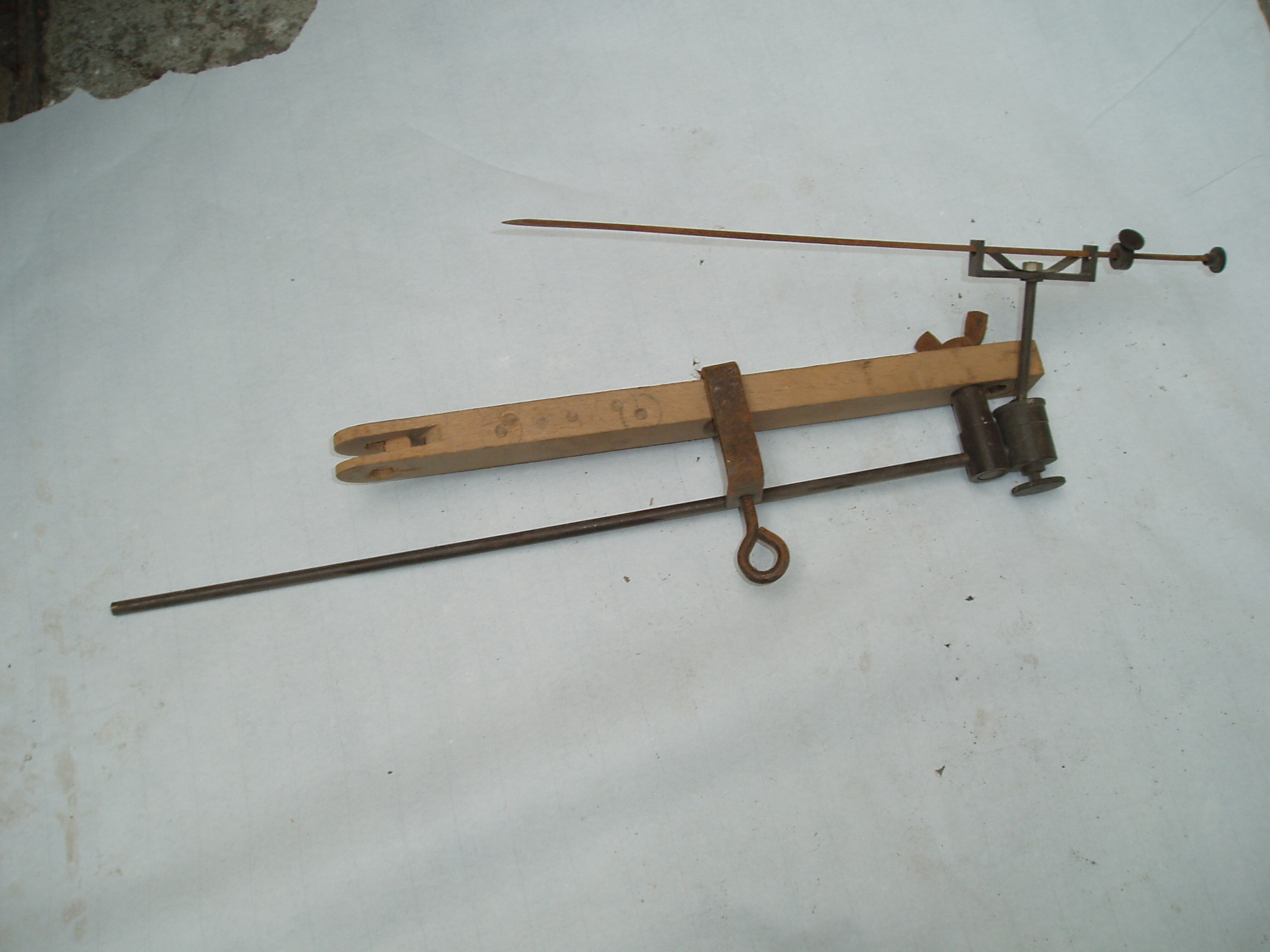
Tečkovací strojek

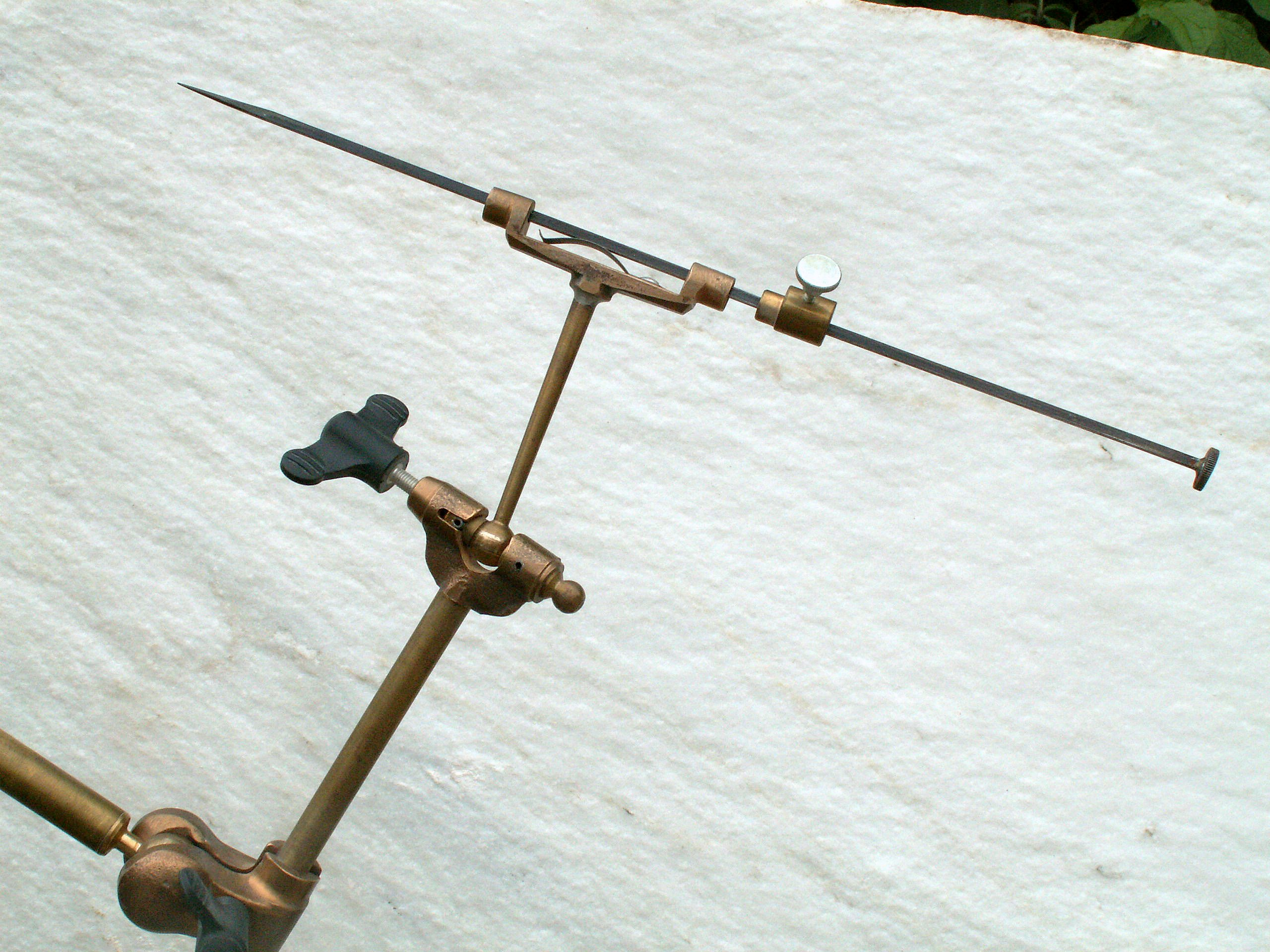
Tečkovací strojek

Tečkovací strojek je kamenický nástroj pro kopírování modelu 1:1.
Tečkovací strojek je upevněn na „dřevěném kříži“ s třemi bodci, který se zavěšuje na základní body modelu. Ty jsou většinou nasádrované na povrch modelu a kvůli zamezení opotřebení při častém používání bývají vyplechované. Obvykle se zakládají pomocí kružidel.
Na kříži je upevněn pomocí svěrky a stavitelného kloubu vlastní tečkovací strojek. Je to směrově nastavitelná objímka s posuvnou jehlou, většinou trojúhelníkového průřezu, která má na sobě zarážku, tak, aby nemohlo dojít k vybrání materiálu až pod povrch.

## Tečkování pomocí tečkovacího strojku
Vlastní tečkování probíhá tak, že se kříž pověsí na základní body, a pomocí svěrky a otočné objímky se nastaví jehla tak, aby byla pokud možno kolmo k povrchu a aby se špicí dotýkala nějakého pokud možno výrazného bodu (hrana, špice, vypuklá část nebo naopak nejhlubší část). V této poloze se nastaví zarážka na jehle a jehla se vysune nad povrch. Bod se označí na modelu tužkou.
Kříž se přenese na základní body kopie a zakreslí se místo, kam jehla ukazuje a postupně se ubírá materiál. Vzdálenost zarážky jehly od objímky ukazuje kolik se ještě musí odebrat materiálu, aby od na modelu odpovídal bodu na kopii.
Když se blížíme správné výšce bodu nad povrchem kopie, přibližně na 1-2 mm, vezmeme speciální ostré dláto (nuťák) a zavrtáme ho do místa bodu tak, abychom se dostali na přesnou úroveň bodu.
Vzniklý bod opět označíme tužkou.
Takových bodů je potřeba zhotovit tolik, až jsme schopni pomocí vytečkovaných bodů vymodelovat kopírovaný tvar na modelu.